# Max Kasch
Joseph Maxwell Kasch (Londra, 6 dicembre 1985) è un attore britannico.

## Biografia
Max Kasch frequenta il college St. Andrews University in Scozia. Ha cinque fratelli: Meagan, Kelly, Cody, Dylan e Quinby. Max, con i fratelli Cody Kasch e Dylan Kasch, hanno formato un gruppo musicale chiamato "Brother".

## Filmografia

### Cinema
- Behind God's Back, regia di Judyann Elder - cortometraggio (1989)
- V.I.P., regia di Juliusz Machulski (1991)
- Falling Like This, regia di Dani Minnick (2001)
- Holes - Buchi nel deserto (Holes), regia di Andrew Davis (2003)
- Chrystal, regia di Ray McKinnon (2004)
- Red Eye, regia di Wes Craven (2005)
- Il più bel gioco della mia vita (The Greatest Game Ever Played), regia di Bill Paxton (2005)
- Waiting..., regia di Rob McKittrick (2005)
- Right at Your Door, regia di Chris Gorak (2006)
- Shrooms - trip senza ritorno (Shrooms), regia di Paddy Breathnach (2007)
- The Grift, regia di Ralph E. Portillo (2008)
- Il coraggio di vincere (Forever Strong), regia di Ryan Little (2008)
- Whiplash, regia di Damien Chazelle (2014)
- The Last Ones, regia di Sean Kallas - cortometraggio (2015)
- Wichita, regia di Justyn Ah Chong e Matthew D. Ward (2016)

### Televisione
- Sports Theater with Shaquille O'Neal – serie TV, episodio 1x05 (1998)
- Due gemelle e una tata (Two of a Kind) – serie TV, episodi 1x14 (1999)
- X-Files (The X-Files) – serie TV, episodi 6x13 (1999)
- V.I.P. Vallery Irons Protection (V.I.P.) – serie TV, episodi 1x18 (1999)
- E.R. - Medici in prima linea (ER) – serie TV, episodi 8x5-8x9 (2001)
- Still Waiting..., regia di Jeff Balis – film TV (2009)

## Doppiatori italiani
- Marco Vivio in X-Files
- Stefano Crescentini in Holes - Buchi nel deserto
- Davide Marzi in Right at Your Door
- Paolo De Santis in Shrooms - trip senza ritorno
- Sacha De Toni in Il coraggio di vincere